# Hélène Boschi
Hélène Boschi (* 11. August 1917 in Lausanne; † 9. Juli 1990 in Strassburg) war eine schweizerisch-französische Pianistin.

## Leben
Sie hatte Klavierunterricht mit Yvonne Lefébure und studierte dann mit Alfred Cortot an der École Normale de Musique in Paris. Von 1959 bis 1975 nahm sie als Gastprofessorin regelmässig an den Weimarer Meisterkursen teil, seit 1960 unterrichtete sie an der École Normale de Musique, seit 1965 auch am Konservatorium in Strassburg.
Sie interpretierte Werke von Johann Sebastian Bach, Joseph Haydn, Wolfgang Amadeus Mozart, Franz Schubert, Robert Schumann, Clara Schumann, Claude Debussy und Béla Bartók.
Helene Boschi spielte die Uraufführung der Klavierwerke von Maurice Emmanuel, Jacques Ibert und Karel Husa sowie Luigi Dallapiccolas Cuaderno Musicale d’Anna Libera, Claude Ballifs vierte Sonate  die ihr gewidmet sind.
Als Konzertpianistin trat sie mit Dirigenten wie George Enescu, Antonio Janigro, Kirill Kondraschin, Lovro von Matačić, Helmut Koch, Václav Neumann, Jean Martinon, Kurt Masur, Manuel Rosenthal und Kurt Sanderling auf. Als Musikpartnerin spielte Boschi in Konzerten und für Aufnahmen mit dem Cellisten Miloš Sádlo, dem Violinisten Peter Rybar, der Sopranistin Irene Joachim (Werke von Carl Maria von Weber und Robert Schumann) und im Klavierduo mit Germaine Mounier.
1952 spielte Hélène Boschi die erste Aufnahme von Padre Antonio Soler Sonaten und erhielt dafür den Grand Prix du Disque in Paris.
Hélène Boschi unterrichtete an der École normale de musique de Paris (1960–1965) und von 1965 bis 1983 am Straßburger Konservatorium. Von 1960 bis 1977 hielt sie auch Meisterkurse für Klavier an dem Internationalen Musikseminar der DDR in Weimar (heute Weimarer Meisterkurse). Zu ihren Schülern zählen sich Piotr Anderszewski, Dana Borsan, Marek Bobéth, Allain Gaussin, Alain Jomy, Claire Chevallier, Thierry Mechler, Hanns-Martin Schreiber, Emmanuel Strosser.
1975 erhielt sie den Robert-Schumann-Preis der Stadt Zwickau als Anerkennung für ihre Schumann-Interpretationen.